# Antonio Sotomayor (parroquia)
Antonio Sotomayor es una localidad y parroquia rural de la provincia de Los Ríos, en Ecuador. Con una población que bordea los 18.886 habitantes y una extensión de 142,51 km².
La parroquia Antonio Sotomayor, tiene por cabecera y sede el caserío denominado Playas de Vinces, situado en el margen izquierdo del río Vinces, frente al punto donde el mismo río se bifurca en los brazos Vinces.

## Toponimia
A lo largo de la historia de la parroquia desde que era un caserío, ésta ha tenido los siguientes nombres: Estero Playas de Higuerón en honor a un árbol gigantesco que había, Playas de Vinces (por solicitud de los moradores) y Antonio Sotomayor (debido a que el presidente del Concejo de esa época el Sr. Bolívar Coello Bustamante tenía muy buena amistad con el Coronel Antonio Sotomayor y en honor a la parroquia se quedó con ese
nombre.

## Historia
La creación de esta parroquia "Antonio Sotomayor", llamada antes caserío “Playas de Vinces”, fue constituida por el Concejo Cantonal en sesión celebrada el 23 de junio de 1941, siendo su presidente el Sr. Bolívar Coello Bustamante, aprobada la ordenanza respectiva en la sesión del día 7 de julio del mismo año, fue elevado a consideración del Poder Ejecutivo, quien dio su aprobación en acuerdo N° 833 de fecha 13 de enero de 1942.
Se inauguró la nueva parroquia el día 14 de febrero de ese año, en sesión solemne celebrada en la sala de la Tenencia Política. El Primer Teniente Político de la nueva parroquia fue el Sr. Gerardo Campuzano Pérez.